# Feud: Bette and Joan
Feud: Bette and Joan é a primeira temporada da série de antologia de Ryan Murphy, Feud, centrado na rivalidade de bastidores entre Joan Crawford e Bette Davis durante a produção do seu filme indicado de 1962, What Ever Happened to Baby Jane?. A temporada foi escolhida pela FX com uma sequência de 8 episódios em 5 de maio de 2016. Murphy é produtor executivo ao lado de Tim Minear, Dede Gardner, Alexis Martin Woodall e Chip Vucelich. Jessica Lange e Susan Sarandon também são creditadas como produtoras. A temporada estreou oficialmente em 5 de março de 2017 no FX.

## Sinopse
Bette and Joan conta a história da lendária rivalidade entre Joan Crawford e Bette Davis durante o filme What Ever Happened to Baby Jane?. A série explora como as duas mulheres suportaram o preconceito de idade, o sexismo e a misoginia enquanto lutavam para manter o sucesso e a fama de suas carreiras.

## Elenco e personagens

### Principais
- Jessica Lange como Joan Crawford
- Susan Sarandon como Bette Davis
- Judy Davis como Hedda Hopper
- Jackie Hoffman como Mamacita
- Alfred Molina como o diretor/produtor Robert Aldrich
- Stanley Tucci como Jack L. Warner
- Alison Wright como Pauline Jameson

### Recorrentes
- Catherine Zeta-Jones como Olivia de Havilland
- Kathy Bates como Joan Blondell
- Kiernan Shipka como B. D. Hyman
- Dominic Burgess como Victor Buono
- Reed Diamond como Peter
- Joel Kelley Dauten como Adam Freedman
- Molly Price como Harriet Foster Aldrich
- Ken Lerner como Marty

### Figuras históricas
- Mark Valley como Gary Merrill
- Jake Robards como Patrick O'Neal
- Toby Huss como Frank Sinatra
- Taylor Coffman como Lee Remick
- Sarah Paulson como Geraldine Page
- Cash Black como Rip Torn
- Serinda Swan como Anne Bancroft
- Paris Verra como Patty Duke
- Phillip Boyd como Maximilian Schell
- Anthony Crivello como David Lean
- Bryant Boon como Gregory Peck
- John Waters como William Castle
- John Rubinstein como George Cukor
- Earlene Davis como Agnes Moorehead
- Matthew Glave como Joseph Cotten

## Episódios
| N.º na série | N.º na temp. | Título | Dirigido por          | Escrito por                            | Exibição original   | Audiência (milhões) |
| ------------ | ------------ | --- | --------------------- | -------------------------------------- | ------------------- | ------------------- |
| 1            | 1            | "Pilot" "(Piloto)" | Ryan Murphy           | Jaffe Cohen, Michael Zam & Ryan Murphy | 5 de março de 2017  | 2.26                |
| 2            | 2            | "The Other Woman" "(A Outra Mulher)"                                                                                  | Ryan Murphy           | Tim Minear                             | 12 de março de 2017 | 1.32                |
| 3            | 3            | "Mommie Dearest" "(Mamãezinha Querida)"                                                                               | Gwyneth Horder-Payton | Tim Minear                             | 19 de março de 2017 | 1.08                |
| 4            | 4            | "More, or Less" "(Mais, ou Menos)"                                                                                    | Liza Johnson          | Gina Welch & Tim Minear                | 26 de março de 2017 | 1.21                |
| 5            | 5            | "And the Winner is... (The Oscars of 1963)" "(E a Vencedora é... (O Oscar de 1963))"                                  | Ryan Murphy           | Ryan Murphy                            | 2 de abril de 2017  | 1.36                |
| 6            | 6            | "Hagsploitation" "(Hagsploitation)"                                                                                   | Tim Minear            | Tim Minear & Gina Welch                | 9 de abril de 2017  | 1.06                |
| 7            | 7            | "Abandoned" "(Abandonada)"                                                                                            | Helen Hunt            | Jaffe Cohen & Michael Zam              | 16 de abril de 2017 | 1.31                |
| 8            | 8            | "You Mean All This Time We Could Have Been Friends?" "(Quer Dizer Que Todo Esse Tempo Nós Podíamos Ter Sido Amigas?)" | Gwyneth Horder-Payton | Gina Welch                             | 23 de abril de 2017 | 1.30                |

## Desenvolvimento

### Concepção
A série de Ryan Murphy foi escolhida pela FX em 5 de maio de 2016. Murphy sempre ansiava por criar um projeto baseado na vida de Bette Davis, e ele conseguiu uma entrevista com ela antes de sua morte em 1989. A entrevista inspirou Davis em Feud. Ele disse: "Quando eu perguntava a ela sobre Joan Crawford... Ela só ficava falando sobre o quanto ela a odiava. Mas então ela meio que dizia... 'Ela era uma profissional. E eu admirei isso'."
Murphy também se inspirou para criar a série, olhando para a falta de mulheres em Hollywood, depois de vários relatos apontarem para o surpreendente número de mulheres e minorias posicionadas atrás da câmera. Desde então, Murphy assumiu um compromisso real com a diversidade em sua empresa, formando sua Half Foundation e contratando 50% de mulheres e minorias, e a partir disso, ele viu uma oportunidade de fazer algo significativo. "O que saiu disso para mim foi um monte de sentimentos muito emocionantes de mulheres, e a partir daí decidi pular para Feud", disse Murphy a repórteres na turnê de imprensa de inverno da Television Critics Association em 12 de janeiro de 2017.
"Eu não estava interessado em fazer qualquer coisa que fosse citada. Eu estava interessado em algo mais profundo e emocional. O que aconteceu com elas foi doloroso", disse Murphy, referindo-se ao modo como as mulheres muitas vezes se opunham umas às outras por um sistema dirigido por homens que não tinha respeito pelas mulheres depois de envelhecerem. "Eu acho que há algo muito mais delicado e comovente, e para mim, o que eu amo no programa é que os assuntos da série são modernos e as mulheres ainda estão passando por esse tipo de coisa hoje. Nada realmente mudou. Nós realmente queríamos incline-se nesse aspecto do programa."
A produtora executiva Dede Gardner concordou com o sentimento de Murphy sobre a relevância de Feud em 2017: "Eu acho que o show é profundamente moderno. Eu acho que é delicioso em sua celebração de uma cidade que estava menos lotada, mas eu não acho que isso romantiza. Eu acho que é chamado pelos seus truísmos, mas foi brutal. Estes as mulheres foram tratadas brutalmente e tratadas uma a outra brutalmente", disse ela. "Acho que podemos melhorar um pouco."

## Produção

### Escolha do elenco
Em 5 de maio de 2016, Lange e Sarandon foram anunciadas para atuar como Joan Crawford e Bette Davis. Alfred Molina, Stanley Tucci, Judy Davis e Dominic Burgess também se juntaram ao elenco, nos papéis de Robert Aldrich, Jack Warner, Hedda Hopper e Victor Buono, respectivamente. Em agosto de 2016, Catherine Zeta-Jones e Sarah Paulson se juntaram ao elenco interpretando Olivia de Havilland e Geraldine Page. Em setembro de 2016, foi relatado que o produtor executivo de American Horror Story, Tim Minear, co-administraria a série com Murphy. Jackie Hoffman também se juntou ao elenco como Mamacita, empregada de Crawford. Em novembro de 2016, Molly Price, Kathy Bates e Alison Wright se juntaram ao elenco da temporada, nos papéis de Harriet Foster, Joan Blondell e Pauline Jameson. Em janeiro de 2017, foi anunciado que Kiernan Shipka foi escalado para a temporada como a filha de Davis, B. D. Hyman.

### Filmagens
As filmagens da primeira temporada de Feud começaram em setembro de 2016 em Hollywood, Califórnia, e terminaram oficialmente em 4 de fevereiro de 2017. Os locais de filmagem incluíram 900 N Gower St, Hollywood, CA 90038, na entrada original do famoso Paramount Studios, e Rossmore Ave, Los Angeles, CA 90004, que pode ser visto no teaser "Hollywood Drive". Além disso, Ryan Murphy foi visto no set de Feud na 356 S Rimpau Blvd, Los Angeles, CA 90020.

## Marketing
Murphy deu inúmeras entrevistas sobre o progama durante o Winter TCA Press Tour de 2017. O primeiro trailer da série, intitulado de "Invitation", foi lançado em 19 de janeiro de 2017, e o segundo, "Hollywood Drive", no dia seguinte. Na mesma semana, Lange e Sarandon apareceram na capa da Entertainment Weekly como Crawford e Davis. Dois comerciais para a série também foram ao ar durante o Super Bowl LI, intitulado "Fight" e "Stars". O título oficial da temporada foi lançado em 8 de fevereiro de 2017, com o quinto teaser, "Wheels", lançado no dia seguinte, e o sexto chamado "Strut", sendo lançado pouco depois em 10 de fevereiro. Vários outdoors e propagandas foram publicados na Califórnia na mesma semana, além de cartazes espalhados por Nova Iorque.
Em 13 de fevereiro de 2017, três novos vídeos promocionais foram lançados, um dos quais foi apresentado no Today, com Katherine Lee e Hoda Kotb durante uma entrevista com Susan Sarandon. Lange, Catherine Zeta-Jones e Ryan Murphy fizeram aparições na Prefeitura de SiriusXM em Nova Iorque para promover o programa. O primeiro trailer oficial de Bette and Joan foi lançado em 14 de fevereiro de 2017, e mais oito teasers promocionais foram lançados no dia seguinte. Três teasers adicionais foram lançados em 16 de fevereiro de 2017 e outro em 24 de fevereiro de 2017. Bette and Joan teve sua estreia no tapete vermelho no TCL Chinese Theatre em Los Angeles em 1 de março de 2017.

### Sequência de título
A sequência principal do título foi lançada no canal da FX no YouTube em 8 de fevereiro de 2017. A sequência foi desenhada por Kyle Cooper e sua equipe, que também trabalhou com Murphy em American Horror Story e Scream Queens. Um minuto e 19 segundos cobre todos os aspectos importantes da disputa entre Bette Davis e Joan Crawford, enquanto as duas ícones de Hollywood estavam trabalhando em seu primeiro e único filme juntas, What Ever Happened to Baby Jane?, bem como alguns de suas rixas na vida real.
O estilo da sequência foi inspirado pelo designer gráfico Saul Bass e é ambientado à música criada por Mac Quayle, que é em parte influenciada pelo falecido compositor Bernard Herrmann. A direção gráfica de Cooper era uma combinação de projetos, incluindo títulos como Catch Me If You Can, The Man With the Golden Arm, e Anatomy of a Murder, juntamente com o filme Baby Jane em si. A coisa que Ryan gostava em Catch Me If You Can era a falta de detalhes no rosto dos personagens e os detalhes minimalistas em seus corpos, então esse é o estilo que Cooper adotou. Todo o processo foi uma continuação de ida e volta envolvendo Cooper, tirando as capturas de tela de Baby Jane em seu quadro de visão, lançando várias ideias do filme e tentando recriar o filme noir. Ele também queria ter certeza de que havia bastante brilho para contrastar a escuridão que estava acontecendo na vida dos personagens.
Quanto às lágrimas em forma de coração no final dos créditos, o objetivo era fazer referência à tristeza de uma amizade perdida e todo o desperdício de ódio e frustração. As lágrimas não só se encaixam com o logotipo do cartão de título, mas significam a amizade que poderia ter sido e lembram o público das estacas que havia para essas protagonistas. Há uma tristeza sobre o fato de que se elas não fossem inimigas, elas poderiam ter reconhecido a humanidade da outra, e era importante para Ryan que as pessoas saíssem com a ideia de que se as circunstâncias fossem diferentes e se não fossem assim competitivas, talvez elas pudessem ser amigas.

## Recepção
A primeira temporada de Feud recebeu aclamação generalizada dos críticos. No Rotten Tomatoes, a temporada tem uma taxa de aprovação de 88%, com base em 41 avaliações, com uma classificação média de 7.88/10. O consenso crítico do site diz: "Enquanto acanhadamente e docemente indulgente, Feud: Bette and Joan fornecem uma compreensão pungente da humanidade, tristeza e dor enquanto alimentam despreocupadamente mentes curiosas e famintas de fofocas." No Metacritic, a temporada tem uma pontuação de 81 em 100, com base em 40 críticos, indicando "aclamação universal".
Melanie McFarland do Salon chamou a escrita de Murphy de "criativamente malvada" e a série "ultrajantemente fantástica", elogiando Lange e Sarandon por suas performances e por "temperar suas explosões de raiva e vingança com um sentimento de solidão que ameniza sua leveza solenidade." Sonia Saraiya da Variety comparou Bette and Joan de forma desfavorável à American Crime Story de Murphy, escrevendo que Feud "não é tão brilhantemente exagerado e odioso como What Ever Happened to Baby Jane? Nem contextualizado e profundo como People v. O. J. Simpson."